# Anacolus
Anacolus is een kevergeslacht uit de familie van de boktorren (Cerambycidae). De wetenschappelijke naam van het geslacht werd voor het eerst geldig gepubliceerd in 1827 door Berthold.

## Soorten
Anacolus is monotypisch en omvat slechts de volgende soort:
- Anacolus sanguineus (Lepeletier & Audinet-Serville, 1825)